# Большой Акем
Большой Акем — река в России, протекает по Шебалинскому району Республики Алтай. Длина реки составляет 12 км. Левый приток Шиверты.
Начинается к востоку от горы Торьыл-Таш, течёт на юго-восток. Устье реки находится в 1 км от устья Шиверты, в населённом пункте Беш-Озёк. Основной приток — река Агайры, впадает слева.

## Данные водного реестра
По данным государственного водного реестра России относится к Верхнеобскому бассейновому округу, водохозяйственный участок реки — Обь от слияния рек Бия и Катунь до города Барнаул, без реки Алей, речной подбассейн реки — бассейны притоков (Верхней) Оби до впадения Томи. Речной бассейн реки — (Верхняя) Обь до впадения Иртыша. Код водного объекта — 13010200312115100007873.